# Mount Combs
Mount Combs ist ein rund 1000 m hoher und isolierter Berg an der Bryan-Küste des westantarktischen Ellsworthlands. Er ragt aus den Eismassen auf der Rydberg-Halbinsel auf.
Teilnehmer der US-amerikanischen Ronne Antarctic Research Expedition (1947–1948) entdeckten ihn. Expeditionsleiter Finn Ronne benannte ihn nach dem US-amerikanischen Politiker und Kongressabgeordneten Jesse Martin Combs (1889–1953), der sich für das Zustandekommen der Forschungsreise eingesetzt hatte.